# Feitoria de Andaluzia
A Feitoria de Andaluzia foi criada pelo Reino de Portugal, segundo David Lopes depois do cerco de Arzila de 1508, tornando-se necessária ao abastecimento das praças marroquinas. Havia por vezes dois feitores, tendo residências diferentes na costa atlântica da Andaluzia em Málaga, Cádis ou no Porto de Santa Maria, "cada um tendo uma zona de acção bem determinada, que não impede contudo a sua ingerência na esfera de acção do outro". Nos anos onde só há um feitor, existem auxiliares de feitores, "espanhóis e vizinhos das terras". 
A partir dos livros de contas pode-se se dar a sucessão dos diferentes feitores, a partir de 1509 até Luís Ribeiro. Depois dispomos de cartas de nomeação, e de cartas enviados, por ou para os feitores. As cartas de nomeação são por vezes muito distantes da ocupação efectiva do posto, que às vezes nem acaba por se realizar :
- Nuno Ribeiro - residente em Cádis ou no Porto de Santa Maria e até em Málaga (De Julho a Setembro de 1517 ) : 20 deSetembro de 1509 - 1516.
- Estevam de Aguiar - residente em Málaga : 1515 -  1521.
- Pedro Lopes : 20 de Julho de 1517- 5 de Outubro de 1520.
- Bastiam Alvares - residente em Málaga: 1521 - 1525
- Luís Ribeiro - residente em Cádis ou no Porto de Santa Maria: 1524 - 1528
- Francisco Lobo : 1528 - 1535
- Estevam Gago : Nomeado pelo rei D. João III em 19 de março de 1525 :  Foi nomeado mas não chegou a ocupar o cargo
- Manuel Cirne : Nomeado em 10 de março de 1527 : 1531 - ?
- Vicente Pires : Nomeado em 8 de abril de 1532 : ? - 1538 - ?
- Gonçalo Guedes : Nomeado em 21 de outubro de 1533 : parece que não chegou a ocupar o cargo
- Francisco Botelho : Nomeado em 17 de julho de 1540 : 1541 - 1546 - ?

Os documentos de que se dispõe para a época de Francisco Botelho, são as cartas de nomeação dos reis, mas "as datas de emanação das cartas régias não coincidem com o início da ocupação do cargo.(...) No entanto, a lista elaborada é válida no que respeita ao sistema de precedências", e o feitor nomeado esperava a sua vez para ir ocupar o cargo, o que podia durar alguns anos, e acontecia "que um funcionário usurpasse o lugar do outro : foi o que aconteceu a Gonçalo Guedes que disso se queixa ao rei. Acusa Francisco Botelho de se lhe haver antecedido."
Gonçalo Guedes é nomeado feitor por carta de 21 de Outubro de 1533, mas em 8 de Janeiro de 1544, escreve ao rei, que desde que recebeu a mercê desse ofício, ainda não o pode ocupar, porque o rei tal não lhe ordenou, e lamenta-se que Francisco Botelho lhe tenha usurpado o cargo. Com efeito Francisco Botelho é nomeado por carta de 17 de Julho de 1540, depois de Gonçalo Guedes, mas também de Bartolomeu Diogo e Diogo da Costa (nomeado por carta de 27 de Agosto de 1538), este ocupando o seu cargo antes de 29 de Setembro de 1547, data  de uma sua carta que envia ao rei, falando "de certo empréstimo de trigo que Francisco Botelho fizera, no ano anterior, a cidade de Málaga."
Por aí nota-se que Francisco Botelho ocupou esse cargo até (pelo menos) princípios de 1546. Por outro lado, segundo a "História de Portugal e do Português no estrangeiro" de Arnold van Wickeren , Em Maio de 1541 esse mesmo feitor enviou tropas, munições e alimentos para Safim.
- Bartolomeu Diogo : Nomeado em 13 de maio de 1534 : parece que não chegou a ocupar o cargo,  ou então entre 1546 e 1547
- Diogo da Costa : Nomeado em 27 de agosto de 1538 : 1547 - ?
- João Mendes Botelho : Nomeado em 16 de dezembro de 1541 : ? - 1550 - ?
- João Alvares de Almeida : Nomeado em 3 de novembro de 1542 : ?
- Baltazar Mendes : nomeado pelo governador de Ceuta para ocupar o posto de feitor em substituição do feitor oficial (João Mendes Botelho, ou João Alvares de Almeida, ou Simão Cardozo) acusado de participação na morte de um alguazil : ? - 1553 - ?
- Simão Cardozo : Nomeado em 17 de julho de 1543 : ? - 1556 - ?
- Manuel Carneiro : Nomeado em 6 de fevereiro de 1544 : ?
- Diogo Lopes : Nomeado em 20 de abril de 1548 : ?
- Gaspar de Lemos : Nomeado em 10 de julho de 1548 : ?
- Nicolau Botelho : Nomeado em 12 de julho de 1548 : ? - 1566 - ?
- Gaspar Guerra : Nomeado em 2 de dezembro de 1549 : ?
- João de Vila Cresces : Nomeado em 21 de maio de 1550 : ?
- Froilo Rebelo : Nomeado em 26 de julho de 1554 : ?
- Antonio de Andrade : Nomeado em 12 de fevereiro de 1557 : ?